# 1912 w literaturze
Wydarzenia literackie w 1912 roku.

## Wydarzenia
- zagraniczne
  - założono dziennik Prawda

## Nowe książki (proza beletrystyczna i literatura faktu)
- polskie
  - Ludwika Godlewska
    - Adam (pośmiertnie)
    - Fantazja noworoczna (pośmiertnie)
    - Jesień (pośmiertnie)

  - Stefan Żeromski – Wierna rzeka
- zagraniczne
  - Waldemar Bonsels – Pszczółka Maja i jej przygody (Die Biene Maja und ihre Abenteuer)
  - Edgar Rice Burroughs – Księżniczka Marsa (A Princess of Mars)
  - Franz Kafka - Przemiana (Die Verwandlung)
  - Jack London - Bellew Zawierucha (Smoke Bellew / Alaska Kid)
  - Thomas Mann – Śmierć w Wenecji (Der Tod in Venedig)
- wydania polskie tytułów zagranicznych

## Wywiady
- polskie
- zagraniczne
- wydania polskie tytułów zagranicznych

## Dzienniki, autobiografie, pamiętniki
- polskie
- zagraniczne
- wydania polskie tytułów zagranicznych

## Nowe eseje, szkice i felietony
- polskie
- zagraniczne
- wydania polskie tytułów zagranicznych

## Nowe dramaty
- polskie
  - Lucjan Rydel – Zygmunt August

- zagraniczne
  - Paul Claudel – Zwiastowanie (L'Annonce faite à Marie)
- wydania polskie tytułów zagranicznych

## Nowe poezje
- polskie
  - Bolesław Leśmian – Sad rozstajny (Jakub Mortkowicz)[1]
- zagraniczne
  - John Masefield - The Widow in the Bye Street
  - Ezra Pound - Riposty (Ripostes)
- zagraniczne antologie
- wydane w Polsce wybory utworów poetów obcych
- wydane w Polsce antologie poezji obcej

## Nowe prace naukowe i biografie
- polskie
  - Antoni Potocki – Polska literatura współczesna
- zagraniczne
  - George Edward Moore – Etyka (Ethics)
  - Bertrand Russell – Problemy filozofii (The Problems of Philosophy)
- wydania polskie tytułów zagranicznych

## Urodzili się
- 7 stycznia – Charles Addams, amerykański autor komiksów (zm. 1988)
- 14 stycznia – Tillie Olsen, amerykańska pisarka (zm. 2007)
- 21 stycznia – Alfred Szklarski, polski pisarz (zm. 1992)
- 25 stycznia – Marian Brandys, polski prozaik i reportażysta (zm. 1998)
- 30 stycznia – Barbara Tuchman, amerykańska pisarka i historyczka (zm. 1989)
- 15 lutego – George Mikes, brytyjski pisarz i dziennikarz (zm. 1987)
- 17 lutego – Andre Norton, amerykańska pisarka science fiction i fantasy (zm. 2005)
- 20 lutego – Pierre Boulle, francuski pisarz i dyplomata (zm. 1994)
- 21 lutego – Peter Schuyler Miller, amerykański krytyk i pisarz fantastyki naukowej (zm. 1974)
- 24 lutego – Zofia Chądzyńska, polska pisarka i tłumaczka (zm. 2003)
- 27 lutego – Lawrence Durrell, angielski powieściopisarz (zm. 1990)
- 2 marca – Tadeusz Fangrat, polski poeta, satyryk, tłumacz literatury węgierskiej (zm. 1993)
- 15 marca – Louis Paul Boon, belgijski pisarz tworzący w języku niderlandzkim (zm. 1979)
- 23 marca – Roman Pisarski, polski pisarz (zm. 1969)
- 9 kwietnia – Lew Kopielew, rosyjski pisarz, literaturoznawca i historyk literatury (zm. 1997)
- 26 kwietnia – A.E. van Vogt, kanadyjski pisarz science fiction (zm. 2000)
- 8 maja – George Woodcock, kanadyjski pisarz i poeta (zm. 1995)
- 11 maja – Saadat Hassan Manto, pakistański pisarz (zm. 1955)
- 27 maja – John Cheever, amerykański pisarz (zm. 1982)
- 28 maja – Patrick White, australijski prozaik, poeta i dramaturg, noblista (zm. 1990)
- 30 maja:
  - Josef Burg, ukraiński pisarz żydowskiego pochodzenia (zm. 2009)
  - Lew Oszanin, rosyjski poeta (zm. 1996)
  - Julian Symons, brytyjski pisarz, poeta, krytyk literacki (zm. 1994)
- 13 czerwca – Hector de Saint-Denys Garneau, kanadyjski poeta (zm. 1943)
- 24 czerwca – Mary Wesley, angielska powieściopisarka (zm. 2002)
- 27 czerwca – E. R. Braithwaite, gujański powieściopisarz (zm. 2016)
- 30 czerwca – Viktor Fischl, czeski i izraelski poeta, prozaik, tłumacz (zm. 2006)
- 23 lipca – Meyer Howard Abrams, amerykański krytyk literacki (zm. 2015)
- 10 sierpnia – Jorge Amado, brazylijski pisarz (zm. 2001)
- 12 sierpnia – Samuel Fuller, amerykański pisarz i reżyser (zm. 1997)
- 14 sierpnia – Erwin Strittmatter, łużycki pisarz i dramaturg (zm. 1994)
- 18 sierpnia – Elsa Morante, włoska poetka i pisarka (zm. 1985)
- 23 sierpnia – Nelson Rodrigues, brazylijski dramaturg i powieściopisarz (zm. 1980)
- 10 września – William Everson, amerykański poeta awangardowy (zm. 1994)
- 21 października – Maria Cedro-Biskupowa, polska poetka ludowa, pisarka (zm. 2013)
- 31 października – Jean Améry, belgijski pisarz (zm. 1978)
- 11 listopada – Nina Andrycz, polska aktorka, pisarka i poetka (zm. 2014)
- 25 listopada – Francis Durbridge, angielski pisarz (zm. 1998)
- 7 grudnia – Leigh Brackett, amerykańska pisarka i scenarzystka (zm. 1978)
- 10 grudnia – Jerzy Turowicz, polski publicysta, redaktor naczelny Tygodnika Powszechnego (zm. 1999)
- 12 grudnia – Thorbjørn Egner, norweski pisarz i dramatopisarz (zm. 1990)

## Zmarli
- 16 stycznia – Georg Heym, niemiecki pisarz (ur. 1887)
- 24 stycznia – James Allen, angielski pisarz (ur. 1864)
- 29 stycznia – Herman Bang, duński pisarz i eseista (ur. 1857)
- 2 marca – Vilém Mrštík, czeski pisarz i krytyk literacki (ur. 1863)
- 30 marca – Karl May, niemiecki pisarz powieści przygodowych o Dzikim Zachodzie (ur. 1842)
- 6 kwietnia – Giovanni Pascoli, włoski poeta (ur. 1855)
- 13 kwietnia – Takuboku Ishikawa, japoński pisarz i poeta (ur. 1886)
- 20 kwietnia – Bram Stoker, irlandzki pisarz (ur. 1847)
- 25 kwietnia – Wacław Rolicz-Lieder, polski poeta (ur. 1886)
- 5 maja – Rafael Pombo, kolumbijski poeta, tłumacz i matematyk (ur. 1833)
- 14 maja – August Strindberg, szwedzki dramaturg i powieściopisarz (ur. 1849)
- 19 maja – Bolesław Prus, polski pisarz, publicysta, dziennikarz (ur. 1847)
- 9 czerwca – Ion Luca Caragiale, rumuński dramaturg, nowelista, poeta (ur. 1852)
- 20 czerwca – Voltairine de Cleyre, amerykańska pisarka i działaczka anarchistyczna (ur. 1866)
- 25 czerwca – Sarah Hopkins Bradford, amerykańska prozaiczka i poetka (ur. 1818)
- 28 czerwca – Josef Václav Sládek, czeski poeta i tłumacz (ur. 1845)
- 9 września – Wilhelmine Heimburg, niemiecka pisarka (ur. 1848)
- 15 listopada – Dmitrij Mamin-Sibiriak, rosyjski pisarz (ur. 1852)

## Nagrody
- Nagroda Nobla – Gerhart Hauptmann